# 嶺南航空
嶺南航空（英語：Yeongnam Air，朝鮮諺文：영남에어）是一家成立於2008年的南韓航空公司，其主要營運航線為往來釜山與大邱間的城際航班。該航空公司旗下機隊僅有一架福克100。但該公司僅營運5個月就宣布倒閉。